# Batalla de Chaudron-en-Mauges

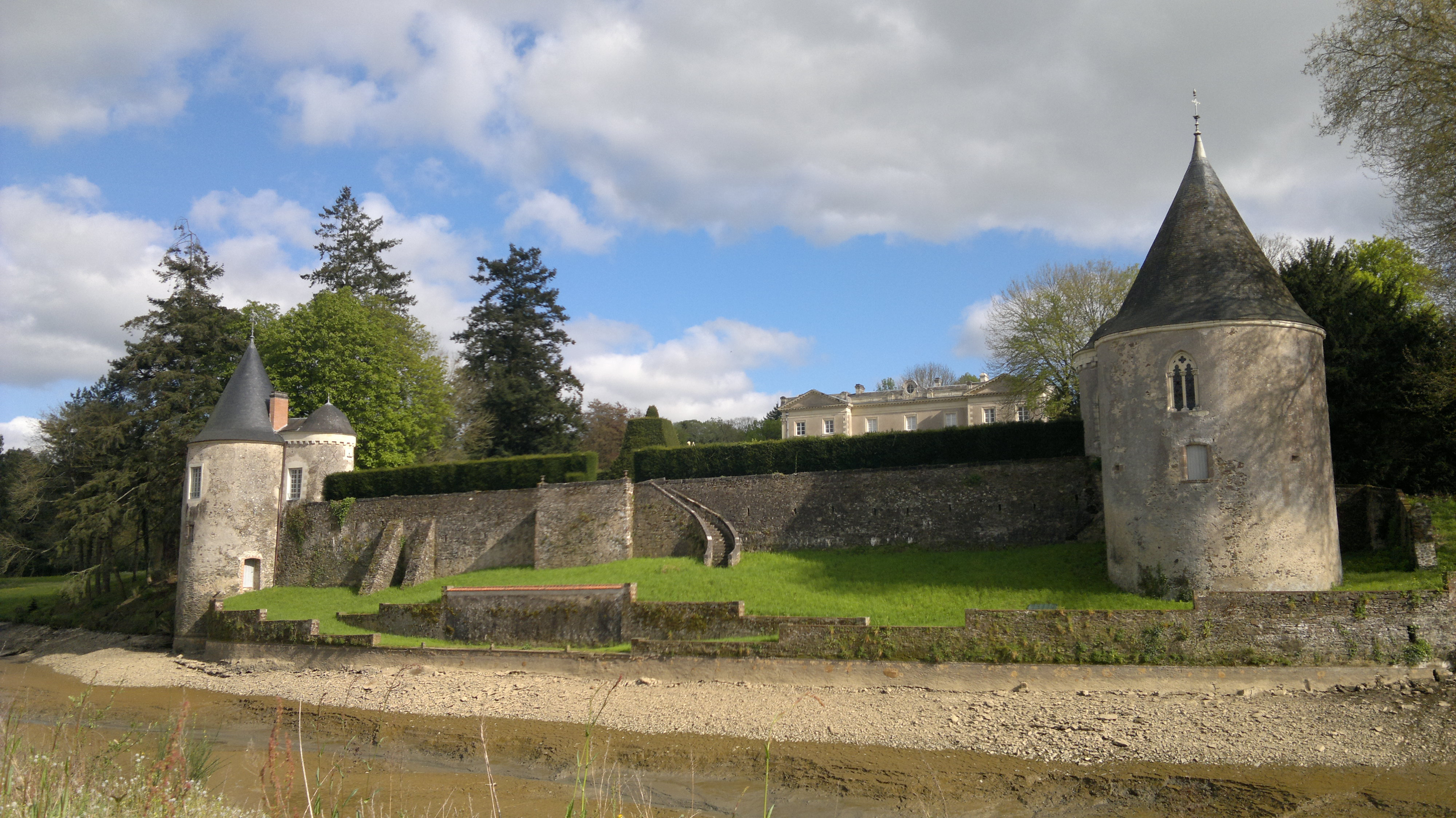
Restes de la part medieval del Château du Bas-Plessis, Fr-49-Chaudron-en-Mauges.

Batalla de Chaudron-en-Mauges, va tenir lloc durant la revolta de La Vendée. El 24 d'abril de 1794, els exèrcits de Vendée que marxaven per atacar Saint-Florent-le-Vieil es van trobar amb una columna republicana a Chaudron-en-Mauges.

## Preludi
El 22 d'abril de 1794, els principals generals de la Vendée, que lluitaven de manera independent des de principis d'any, es reuniren al Château de La Boulaye, a Treize-Vents, per actuar de manera concertada. Charette proposa triar un generalíssim. Al principi, Stofflet sembla aprovar-lo, després canvia d'opinió seguint el consell de l'abat Bernier. Finalment, els quatre generals principals acorden actuar de concert. Charette, Stofflet, Sapinaud i Marigny juren, amb les espases alçades, ajudar-se mútuament, sota pena de mort. Aleshores decideixen marxar cap a Saint-Florent-le-Vieil, Marigny marxa cap a La Gâtine per mobilitzar les seves tropes, mentre els altres tres generals marxen. De camí, el 24 d'abril, es van trobar amb les tropes republicanes de Dusirat a Chaudron-en-Mauges.

## La batalla
Dusirat té sota el seu comandament la seva columna i la guarnició de Saint-Florent-le-Vieil, diu en el seu informe a Turreau, 3.500 homes. Dusirat també calcula que les forces de Vendée són de 3.000 o 4.000 homes, «gairebé tots vestits de blau» Considera que s'ha enfrontat a les forces de Stofflet, perquè el combat té lloc al seu territori1, en realitat són les tropes de Charette i Sapinaud les que donen suport a la major part dels combats.
El 23 d'abril, els Vendéans van ocupar Chemillé on es van aturar a esperar l'exèrcit de Marigny, tanmateix l'endemà aquest últim encara no era informat, els generals van decidir, per tant, atacar Saint-Florent sense esperar més. Part de les forces de la Vendée van ocupar la ciutat de Chaudron-en-Mauges però es va informar de la columna de l'ajudant general Dusirat i la Vendée va evacuar la ciutat i es va unir al gruix de les seves forces a Jallais. Informats, els generals de Vendée van reunir els seus exèrcits i van atacar la columna republicana en dos o tres punts, prop de Chaudron-en-Mauges. Charette ataca des del flanc esquerre, Sapinaud al centre i Stofflet a la dreta. La lluita va durar fins a la nit, el flanc dret dels republicans es va pressionar i la columna va caure enrere, Charette es va llançar a la seva persecució i els va seguir fins a la vora del riu Èvre. Dusirat, aleshores a Saint-Florent, va arribar al camp de batalla i va reunir els fugitius, però va tenir dificultats per entrenar totes les seves tropes perquè, segons deia en el seu informe, molts dels seus soldats es van quedar a Saint-Florent, aterrits amb crits de "Aquí veniu", els bandolers!". Però Charette ha de rendir-se quan s'adona que els altres exèrcits no l'han seguit, Stofflet les forces del qual s'han desorganitzat s'ha perdut a la foscor. Els líders de Vendée van preferir retrocedir sobre Jallais; Dusirat va marxar a la seva persecució durant un temps, però ràpidament es va rendir a causa del capvespre.
En el seu informe, Dusirat va escriure que les seves pèrdues van ser d'una vintena de morts i 30 de ferits; reconeixia que les pèrdues de Vendée eren inferiors a les seves.

## Conseqüències
El resultat d'aquesta batalla va ser especialment desastrós per a la unió de la Vendée. Al final de la batalla, Charette no va amagar la seva ira, especialment contra Stofflet, a qui gairebé va acusar de traïció. Aquesta disputa marca l'inici de la rivalitat entre els dos generals de la Vendée. En aquest moment, Marigny va arribar a Jallais amb els seus 2.000 homes i la ira dels tres generals de Vendée es va tornar immediatament contra ell. Marigny no es disculpa i demana menjar per als seus homes esgotats però li diuen que tot està repartit i que ja no li queda res, a més no és convidat al dinar organitzat per als generals. Marigny perd els nervis i la seva ira es redobla quan els altres generals li anuncien que han decidit degradar-lo per culpa seva, posar les seves tropes al comandament de Sapinaud i deixar-li només el comandament de l'artilleria de l'Exèrcit del Centre que no té el més mínim canó. Furiós, Marigny va abandonar immediatament el consell, va reunir els seus Haut-Poitevins i va donar l'ordre de marxar cap a la seva seu de Cerisay.
Informat, Charette va enviar el líder de la seva cavalleria, Prudent de La Robrie, a la persecució al capdavant d'un destacament. Aquest últim aconsegueix posar-se al dia, però amenaçat per l'escorta de Marigny, La Robrie prefereix donar la volta i tornar a Jallais. Els generals van convocar aleshores el consell de guerra, presidit per Stofflet, Marigny va ser acusat d'haver violat el seu jurament. El 29 d'abril, els agents van votar i Marigny va ser declarat culpable i condemnat a la pena de mort en absència per 22 vots, inclosos els de Charette i Stofflet, contra 10, inclosos els de Sapinaud, Poirier de Beauvais i La Bouëre.
Marigny no està preocupat pel veredicte i està convençut que els seus rivals no s'atreviran a complir la sentència. Però el 10 de juliol, malalt, va ser sorprès a Combrand per quatre caçadors alemanys enviats per Stofflet i de seguida va ser afusellat. La seva mort no va ser un avantatge per a la causa de la Vendée, ja que gairebé va acabar la guerra a Haut-Poitou. En efecte, a part d'uns quants homes que es van unir a Sapinaud, la majoria dels seus soldats van tornar a casa seva i no van tornar a lluitar.